# Мустайоки, Арто
А́рто Са́муэль Му́стайоки (фин. Arto Samuel Mustajoki; род. 20 декабря 1948, Тампере, Финляндия) — финский лингвист-русист, профессор русского языка и литературы Хельсинкского университета, лауреат государственной премии Финляндии (2013), вице-президент Международной ассоциации преподавателей русского языка и литературы, с начала 2014 года — декан Гуманитарного факультета Хельсинкского университета. Занимал должность проректора Хельсинкского университета с 1992 по 1998 год (два срока). Мустайоки — почётный профессор Московского государственного университета, а также почётный доктор Российской академии наук.

## Биография
Родился 20 декабря 1948 года в Тампере, в многодетной семье.
Обучался на факультете германской филологии в университете Хельсинки. С 1970 по 1972 годы обучался в Ленинграде. В 1970 году получил степень бакалавра (немецкий язык), а в 1981 году стал доктором философии (русский язык) в Хельсинкском университете.
В 2012 году его книга «Kevyt kosketus venäjän kieleen» («Легкое прикосновение к русскому языку») была одним из номинантов на премию Tieto-Finlandia, а 25 сентября 2013 года министерством культуры и образования Финляндии удостоена государственной премии.

«Конечно, нужно изучать русский язык! Это стыдно, печально и досадно, что у нас так мало людей, которые говорят по-русски. Их два-три процента, это очень мало для Финляндии. Нам стоило бы лучше знать как язык, так и страну. Россия — это наш вечный сосед, и нам нужно будет жить рядом ещё долгие века. Хорошо, если мы будем понимать русских как можно лучше»
— Арто Мустайоки
- с 1982 по 2016 год — профессор русского языка и литературы Хельсинкского университета.
- с 1992 по 1988 год — проректор Хельсинкского университета.
- с 2010 года по 2013 работал руководителем отделения современных языков Хельсинкского университета.
- с 1988 по 1992 и с 2014 по 2016 — декан гуманитарного факультета Хельсинкского университета.
- в 2008—2010 был Президентом Финской академии науки и литературы.
- в 2010—2014 был Председателем Правления, а в 2000—2006, 2014—2018 —членом Правления Академии Финляндии.
- в 2011—2014 был членом Совета по исследованиям и инновациям при Премьер-министре Финляндии.
- с 2003 года — вице-президент Международной ассоциации преподавателей русского языка и литературы (МАПРЯЛ).

## Научная деятельность
В сферу научных интересов Мустайоки входят (русская) корпусная лингвистика, межкультурная коммуникация, неудачи в коммуникации, преподавание русского языка. Разрабатывает теорию функционального синтаксиса. Автор медиапрограммы по обучению русскому языку «Капуста», получившей в своё время премию «Лучшая европейская учебная программа». Является научным сотрудником Высшей школы экономики (ВШЭ) в Москве. (5) Активно выступает с лекциями, большое внимание уделяет популяризации науки. Несколько раз принимал участие в передаче «Говорим по-русски» на радио «Эхо Москвы» в качестве гостя-эксперта.

## Семья
- Брат — Мустайоки, Пертти[фин.] (род. 1943) — финский врач, профессор, автор многих работ по медицине.
- Арто Мустайоки женат, живёт в общине Юупайоки. У него четверо детей и одиннадцать внуков[3].

## Награды
- Командор ордена Белой розы Финляндии (6 декабря 2013 года)[11].
- Командор ордена Льва Финляндии (6 декабря 1994 года)[11].
- Орден Дружбы (15 октября 2010 года, Россия) — за большой вклад в развитие культурных связей с Российской Федерацией, сохранение и популяризацию русского языка и русской культуры за рубежом[12].
- Орден Дружбы народов (8 августа 1990 года, СССР) — за большой вклад в изучение и пропаганду русского языка[13].
- Медаль А. С. Пушкина (1983 год, Международная ассоциация преподавателей русского языка и литературы)[14].
- Почётный профессор МГУ (1999 год)[15].